# Justin Heinrich Knecht

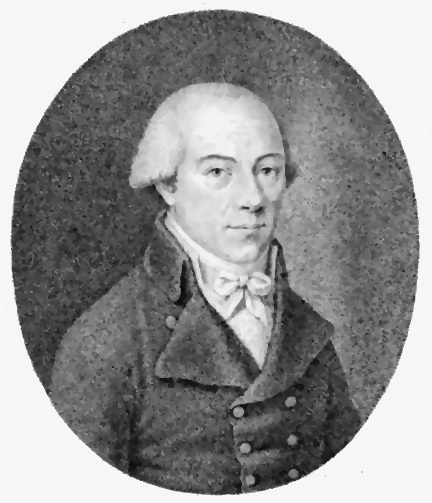
Justin Heinrich Knecht

Justin Heinrich Knecht, född 30 september 1752 i Biberach an der Riss, död där 1 december 1817, tysk musiker.  
Han var från 1792 organist och konsertdirektör i Biberach samt 1807-09 hovkapellmästare i Stuttgart. Hans kompositioner var inte så långlivade, och bland dessa kan endast nämnas hans symfoni Tongemälde der Natur, märkvärdig som till programmet en föregångare till Beethovens pastoral. Som organist hade Knecht rykte för att vara den främste näst Georg Joseph Vogler, och som teoretiker anslöt han sig även till dennes åsikter efter att förut ha hyllat Kirnbergers. En Biografi över Knecht skrevs av E. Kauffmann (1892).

## Verk i urval
- Die Äolsharfe oder Der Triumph der Musik und Liebe, opera i fyra akter, (1807-08)